# Mesacanthion marisalbi
Mesacanthion marisalbi is een rondwormensoort uit de familie van de Thoracostomopsidae. De wetenschappelijke naam van de soort is voor het eerst geldig gepubliceerd in 1976 door Platonova & Galtsova.